# Norbert Gertsch
Norbert Gertsch (Rheinkamp, 1967) è un musicologo tedesco, dal 2009 direttore editoriale della G. Henle Verlag.

## Biografia
Norbert Gertsch ha studiato pianoforte, musicologia e filosofia presso il Mozarteum di Salisburgo e la Paris Lodron University della stessa città.
Borsista alla Ruperto Carola University di Heidelberg, inizia a muoversi nel campo degli studi beethoveniani curando per G. Henle Verlag, alla fine degli anni '90, la prima edizione Urtext della Missa Solemnis di Beethoven.
Tra i suoi contributi più importanti si ricordano:
- lo studio genealogico delle fonti relative alla Sonata op.106 di Beethoven (2001)[2], ad oggi punto di riferimento sulla questione[3]
- il nuovo catalogo delle composizioni di Beethoven (2014), in sostituzione dell'ormai obsoleto Kinsky-Halm del 1955[4][5]
- la nuova edizione Urtext delle Sonate per pianoforte di Beethoven, in fieri, in collaborazione con Murray Perahia.

Dal 2009 è il direttore editoriale della G. Henle Verlag. 